# Agrippina (opera)

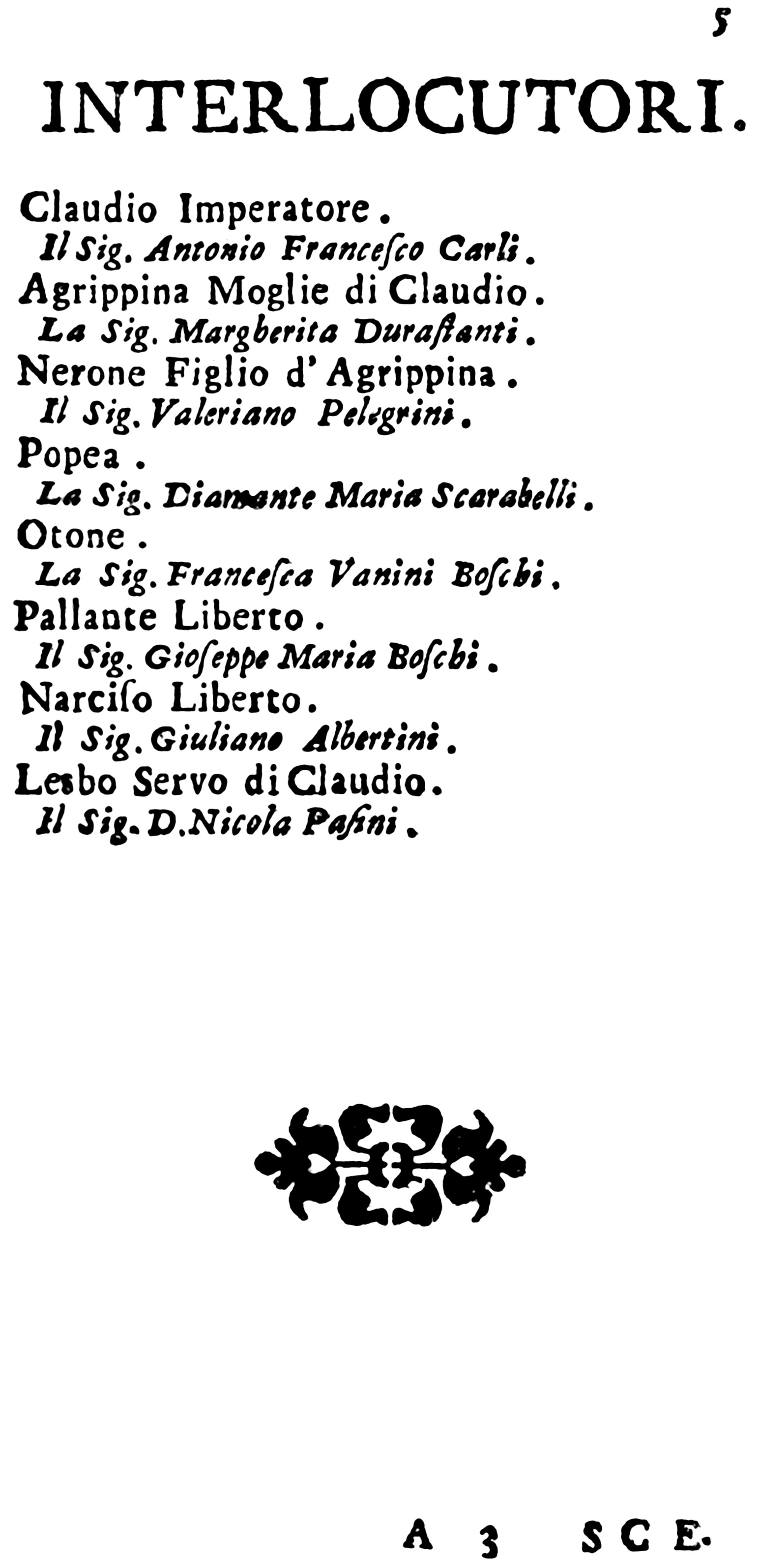

Agrippina là vở opera 3 màn của nhà soạn nhạc người Anh gốc Đức George Frideric Handel. Người viết lời và kịch bản cho tác phẩm là Vincenzo Grimani. Vở opera được sáng tác vào năm 1709.

## Âm thanh
| Aria Bel piacere è godere trích từ màn 3, cảnh 1 của vở opera Agippina |  |
|                                                                        |  |
|                                                                        |  |